# Distretto di Semenivka (oblast' di Černihiv)
Il distretto di Semenivka (in ucraino Семенівський район?) era un distretto (rajon) dell'Ucraina, situato nell'oblast' di Černihiv. Il suo capoluogo era Semenivka. È stato soppresso con la riforma amministrativa del 2020.